# The Doctor's Perfidy
The Doctor's Perfidy è un cortometraggio muto del 1910 diretto da Harry Solter. Prodotto dalla Independent Moving Pictures e distribuito dalla Motion Picture Distributors and Sales Company, aveva come interpreti Florence Lawrence, King Baggot e, non confermato, Owen Moore.

## Produzione
Il film fu prodotto dall'Independent Moving Pictures Co. of America (IMP)

## Distribuzione
Il film - un cortometraggio in una bobina - uscì nelle sale statunitensi il 16 maggio 1910, distribuito dalla Motion Picture Distributors and Sales Company.